# القوات الجوية الأرمينية
القوات الجوية الأرمينية هي فرع القوات الجوية من القوات المسلحة الأرمنية، والتي شكلتها أرمينيا سنة 1992 في أعقاب تفكك الاتحاد السوفيتي. تم تنظيمها وتجهيزها أساسا لتوفير دعم جوي قريب للقوات البرية الأرمينية على شكل هجوم أرضي، أو جسر جوي في الأراضي الجبلية. قامت هذه القوات بدعم فعال خلال المعارك مع أذربيجان في منطقة مرتفعات قرة باغ في الفترة الممتدة من 1992 إلى 1994. تفتقر حاليا إلى مقاتلات تفوق جوي، لكن القوات الجوية الروسية توفر الدفاع الجوي بواسطة طائرات ميغ-29 بموجب اتفاقية تعاون عسكري بين البلدين.

## تاريخ
على الرغم من أن أرمينيا بدأت في الاستيلاء على الأسلحة السوفيتية بعد فترة وجيزة من انهيار الاتحاد السوفيتي في عام 1991، إلا أن قواتها الجوية الناشئة لم تتمكن من القيام بعمليات قتالية هجومية حتى أكتوبر 1992. تكبّدت أرمينيا أول خسارة قتالية في 12 نوفمبر 1992، عندما أُسقطت طائرة حربية من طراز Mi-24 كانت تعمل لدعم هجوم مارتوني الأرميني بالقرب من قرية كازاخ. وفي 23 نوفمبر، أصيبت طائرتا نقل من طراز Mi-8 بنيران أرضية، مما أدى إلى إسقاط إحداهما وإلحاق أضرار جسيمة بالأخرى؛ وفقدت طائرة أخرى من طراز Mi-8 في 30 ديسمبر.

## الطائرات

### المخزون الحالي

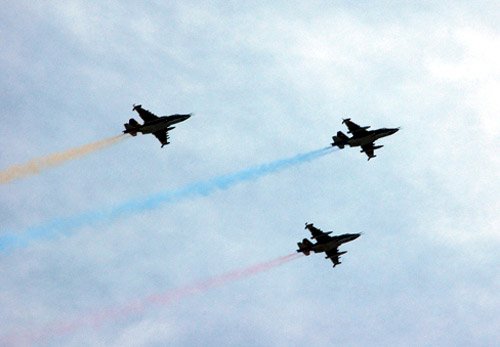
A flight of Armenian Air Force Su-25s

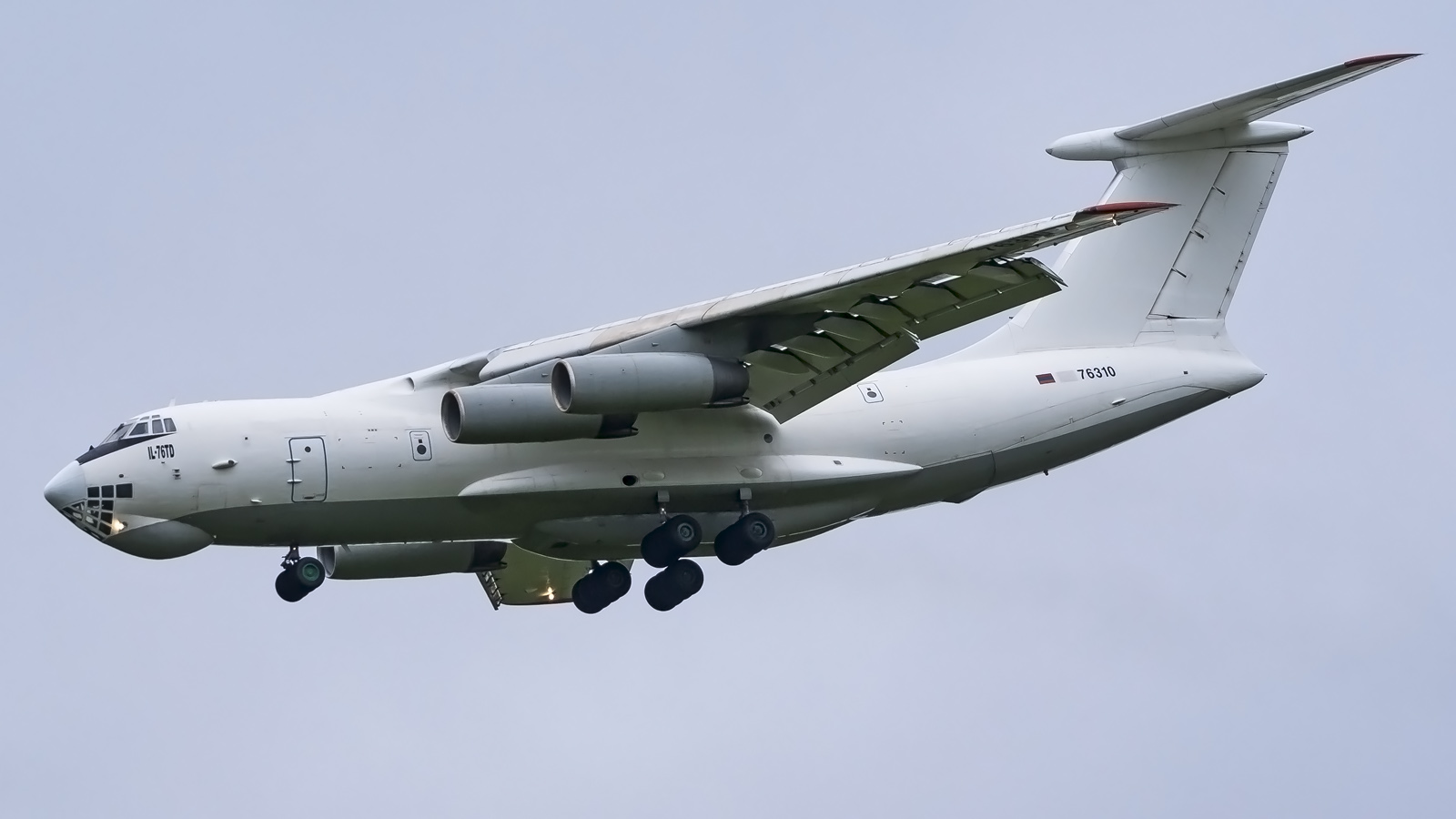
An Il-76 of the Armenian Air Force

| الطائرة             | بلد الأصل    | الفئة             | الطراز         | في الخدمة    | ملاحظات                              |              |
| طائرة عسكرية        | طائرة عسكرية | طائرة عسكرية      | طائرة عسكرية   | طائرة عسكرية | طائرة عسكرية                         | طائرة عسكرية |
| ------------------- | ------------ | ----------------- | -------------- | ------------ | ------------------------------------ | ------------ |
| سوخوي سو-25         | روسيا        | attack            |                | 10           | 10 were supplied by سلوفاكيا in 2004 |              |
| طائرة نقل عسكرية    |              |                   |                |              |                                      |              |
| إيرباص إيه 320      | فرنسا        | VIP               | إيرباص إيه 320 | 1            |                                      |              |
| إليوشن إي أل-76     | روسيا        | heavy transport   |                | 3            |                                      |              |
| مروحيةs             |              |                   |                |              |                                      |              |
| ميل مي-17           | روسيا        | utility           | ميل مي-17      | 11           |                                      |              |
| ميل مي-24           | روسيا        | attack            | Mi-24/35       | 15           |                                      |              |
| طائرة تدريب         |              |                   |                |              |                                      |              |
| آيرو إل-39 ألباتروس | التشيك       | jet trainer       |                | 6            |                                      |              |
| ميل مي-2            | بولندا       | trainer / utility |                | 6            |                                      |              |